# Nicolas Vanier

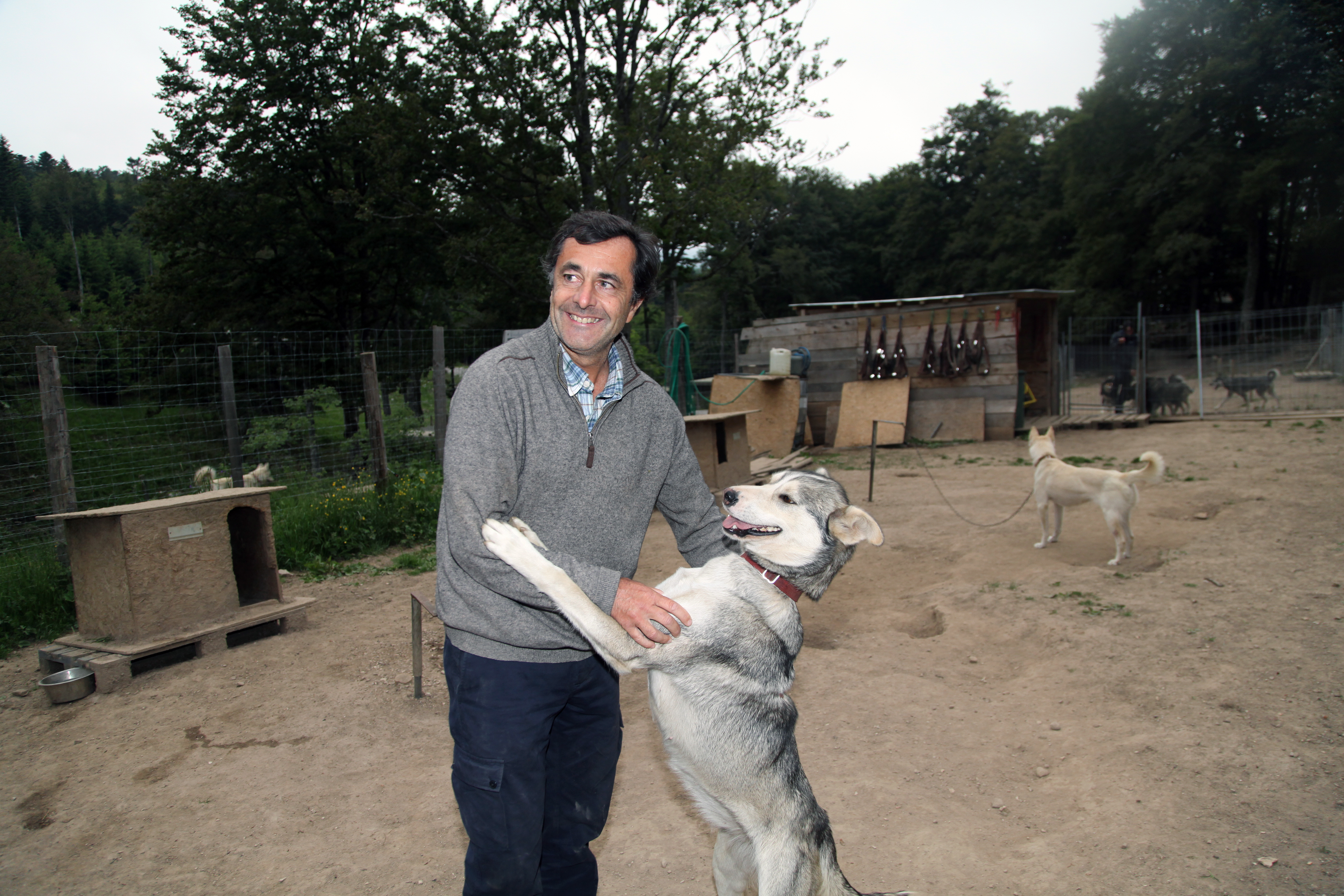
Nicolas Vanier (2013)

Nicolas Vanier (* 5. Mai 1962 in Dakar, Senegal) ist ein französischer Abenteurer, Schriftsteller und Filmemacher. Er hat insbesondere den hohen Norden bereist.

## Leben und Reisen
Nicolas Vanier besuchte das landwirtschaftliche Gymnasium Montargis. Mit 20 Jahren durchquerte er Lappland zu Fuß. Im Jahr darauf war er im Norden von Québec unterwegs und folgte dabei den Spuren der indianischen Bevölkerung der Innu. 1986/87 reiste Vanier und sein Team 7000 Kilometer durch die Gebiete der Rocky Mountains und Alaskas, von Wyoming bis zur Beringstraße. Transportmittel waren 12 Pferde, 24 Huskys, ein Floß und zwei Kanus. Dieses Abenteuer wurde in drei Filmen festgehalten und 1988 entstanden darüber zwei Bücher „Le Triathlon historique“ und „Solitude Nord“.
Die Durchquerung von Sibirien von Süd nach Nord in einem Zeitraum von mehr als eineinhalb Jahren fand 1990/1991 statt. Es waren 7000 Kilometer durch die Tundra, von der Mongolei bis zum Nördlichen Eismeer, die er mit Hilfe von traditionellen Transportmitteln (Pferde, Hundeschlitten, Rentiere, Ponys und Kanus) zurücklegte. Zu dieser Expedition gibt es den
Film „Au nord de l'hiver“ (Im Norden des Winters) sowie sein Buch „Transsibérie, le mythe sauvage“. 1993 nahm Nicolas Vanier am Leben einer Nomadenfamilie der Eveny in der sibirischen Arktis teil. Diese Geschichte erzählt er in seinem Buch „La vie en nord“. Im Mai 1994 wurde sein Roman „Solitude blanche“ veröffentlicht. Mit seiner Frau und der achtzehn Monate alten Tochter reiste Vanier 1995 ein Jahr zu Pferd durch die Rocky Mountains sowie das Yukon-Territorium. Danach fuhren sie mit Hundeschlitten 1500
Kilometer bis nach Alaska. Sein Buch dazu „Das Schneekind“ erschien am 20. Dezember 1995,  der Film zur Reise auf DVD.
1999 erschien im Robert Laffont Verlag das Buch Die weiße Odyssee über die Reise durch Nordkanada von Skagway in Alaska bis nach Quebec mit Schlittenhunden (8600 Kilometer) in weniger als hundert Tagen. Nicolas Vanier gründete 2000 die Organisation „Les Fauteuils Glissants“ („die Gleitstühle“ – analog Rollstuhl), die es Körperbehinderten ermöglicht, Hundeschlitten zu fahren und sich auf das große Hundeschlittenrennen in Alaska vorzubereiten. Im Winter 2003 begann Vanier in Yukon mit den Dreharbeiten zu seinem ersten Film
mit fiktiver Handlung und Spielfilmlänge „Der letzte Trapper“, einer Produktion von MC4. Danach veröffentlichte er das Kinderbilderbuch „Der letzte Trapper“ sowie den gleichnamigen Bildband. Im Januar 2005 startete er Die große Odyssee (Grande Odyssée), ein 1000 Kilometer langes Rennen durch die Alpen, bei dem die besten Hundeschlittenführer der Welt gegeneinander antraten. 2009 erscheint sein zweiter Spielfilm „Loup“ (dt. Der Junge und der Wolf), der die schwierige Koexistenz sibirischer Rentier-Nomaden und Wölfen und die Rückkehr der Menschen zu ihren naturgebundenen Traditionen schildert.
Vanier lebt heute in der Sologne.

## Filmografie (Auswahl)
- 1987: „Caravane“, „Rivières ouvertes“ und „Partage des eaux“
- 1995: L'Enfant des Neiges
- 1999: L'Odysée Blanche
- 2004: Der letzte Trapper (Le Dernier Trappeur)
- 2008: Der Junge und der Wolf (Loup)
- 2013: Belle & Sebastian (Belle et Sébastien)
- 2017: Paul und die Schule des Lebens (L’École buissonnière)
- 2019: Der Junge und die Wildgänse (Donne-moi des ailes)
- 2020: Mein Freund Poly (Poly)

## Publikationen
- Mit meinen Hunden.6000 Kilometer durch Sibirien, China und die Mongolei, Piper, München 2015, ISBN 978-3-89029-464-3.
- Das Schneekind. Eine Familie unterwegs durch die Schneewüsten Kanadas, Piper, München 2001, ISBN 978-3-492-23720-8.
- Die weiße Odyssee, Malik, München 2000, ISBN 3-89029-170-8.
- Abenteuer in der Schneewüste, Knesebeck, München 2003, ISBN 3-89660-238-1.
- Gold unter dem Schnee, Malik, München 2005, ISBN 3-89029-305-0.
- Der Sohn der Schneewüste, Piper, ISBN 3-492-24012-7.
- Der weisse Sturm-Fortsetzung von der Schneewüste, Piper, ISBN 3-492-24311-8.
- Abenteuer Yukon Quest, Malik, November 2017, ISBN 978-3-89029-246-5.
- Zeit der Wölfe Ein Abenteurerleben, Malik National Geographic, Piper 2010, ISBN 978-3-492-40449-5.
- Le monde à l'envers, 2022